# Crémines
Crémines (toponimo francese) è un comune svizzero di 519 abitanti del Canton Berna, nella regione del Giura Bernese (circondario del Giura Bernese).

## Monumenti e luoghi d'interesse
- Chiesa cattolica, eretta nel 1935[1].

## Società

### Evoluzione demografica
L'evoluzione demografica è riportata nella seguente tabella:
Abitanti censiti

## Infrastrutture e trasporti
Crémines è servito dall'omonima stazione sulla ferrovia Soletta-Moutier.

## Amministrazione
Dal 1853 comune politico e comune patriziale sono uniti nella forma del commune mixte.